# Neope armandii
Neope armandii là một loài bướm được tìm thấy ở Châu Á.

## Phân loài
- N. a. armandii
- N. a. fusca Leech, 1891
- N. a. khasiana Moore, 1881